# 凤山村
凤山村，是中华人民共和国江西省上饶市婺源县浙源乡下辖的一个村。
2013年8月，凤山村被评为第二批中国传统村落。
凤山村有以下4处文物保护单位：
1. 凤山查氏宗祠（7-1130），国家重点文物保护单位
2. 凤山龙天塔（5-23），江西省文物保护单位
3. 凤山立德堂，上饶市文物保护单位
4. 凤山村古建群，婺源县文物保护单位，含慎德堂、查胜文宅、三斯堂、查起汉宅、查稚圭故居、西门井